# Litiatyn (przystanek kolejowy)
Litiatyn (ukr. Літятин) – przystanek kolejowy pomiędzy miejscowościami Krzywe i Litiatyn, w rejonie tarnopolskim, w obwodzie tarnopolskim, na Ukrainie. Położony jest na linii Tarnopol – Stryj.